# Distrito de Chavín
El distrito de Chavín es uno de los once distritos peruanos que forman la provincia de Chincha en el departamento de Ica, bajo la administración del Gobierno regional de Ica.
Desde el punto de vista jerárquico de la Iglesia católica forma parte de la diócesis de Ica.

## Historia
Chavín fue creado como distrito en los primeros años de la República.
El distrito de Chavín fue creado el 2 de enero de 1857, en el gobierno del Presidente Ramón Castilla.
El distrito de Chavín es una comunidad alto andina, heredad de la cultura milenaria quechua hablante, muy arraigada a la agricultura, fue fundado en la época de la independencia originariamente perteneció a la provincia de Castrovirreyna en el año 1857 para luego integrar a la provincia de Chincha. En su momento la capital del distrito adquiere gran desarrollo demográfico e infraestructura, llegó a ser centro administrativo comercial y cultural de la zona, también se crea anexos y caseríos en forma sucesiva.
Posteriormente sufre escisión de su territorio y, surgen: San Juan de Yanac.

## Geografía

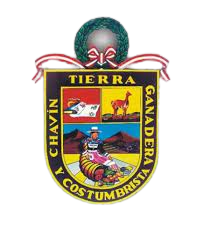

Chavín es un distrito de la sierra de Chincha. Está enclavado en las estribaciones occidentales de la Cordillera de los Andes. El distrito fue creado el 2 de enero de 1857. Sus manifestaciones culturales son de sierra y su vestimenta está adaptada para sobrevivir en condiciones extremas.
La población es de 1298 habitantes con una tasa de crecimiento anual de 1.1%, la que se asienta sobre un territorio de 446,17 km², la mayoría de los cuales corresponden a zonas de montaña. Su territorio  se encuentra a una altitud de 3.187 m s. n. m.
Su economía de este distrito es netamente ganadera y agricultora, aunque en la actualidad este distrito cuenta con una unidad minera, que ha sido considerada por muchos expertos como la más moderna del mundo ya que lleva el proceso de desalinización de aguas provenientes del Océano Pacífico.

## Atractivos Turísticos
Entre sus principales atractivos del distrito de Chavín están:

### Ruinas de Huaychua
Se encuentra ubicado entre los límites del distrito de Chavín y San Pedro de Huacarpana. Huaychua es la zona más fría de Chavín. En las pampas viven las vicuñas y en su cima hay vestigios de tumbas funerarias y existen árboles llamados «Quinua». Toda la parte alta del cerro está cubierto por piedras planas a manera de galletas.
Este sitio es el lugar donde habitan las vizcachas y las vicuñas.
Desde Gachuau se divisa a otro cerro misterios y hablado «Auquichanca». Por ahí se encuentran las lagunas de las cordillera andinas, de donde provienen las aguas para el regadío del valle chinchano. Auquichanca, es el cerro más respetado por los curanderos y adivinos, quienes invocan su nombre para conseguir algún provecho.

### Ruinas de San Florián y Pamoc
Las tumbas en San Florián están diseminadas cerca del pueblo del mismo nombre. La mayoría se asemeja a los sarcófagos e aucarayoc, es decir están enterrados bajo tierra, protegidos por piedras alargadas y están ubicadas de forma cúbica.
En cambio, los de Pamoc se parecen a las «Chulpas». De tal manera que ellos enterraban a sus muertos en habitaciones circulares construidos de piedra y tierra; sobre el suelo también utilizaban las peñas con este fin.
A lo largo del río Chavín se pueden observar gran cantidad de andenes.
La mayoría no se cultivan en la actualidad. Desde Pamoc se logró divisar la ruina Llacta Llacta, situado cuesta abajo del suelo llamado Wirpina; las cuales logramos divisarla desde Pamoc la cual aparenta ser un pueblo abandonado.
Pamoc es un lugar prodigioso por la agricultura. Tiene un clima que varía entre templado y cálido.
Además es turísticos por su paisaje geográfico, sobre todo el río que cruza de arriba hacia abajo, da un aspecto multiforme a todo el valle, productor de los incomparables duraznos.

### Ruinas de Aucará, Chapaca y Otapalca
En las ruinas de Aucará, en Chavín se encontró habitaciones subterráneas y sarcófagos con características muy especiales.
Tanto en Aucará como en Chapaca existen importantes vestigios de ruinas arqueológicas. Habitaciones, corrales tumbas, piedras talladas.
Algunos Chavíneros refieren que en el cerro de Chapaca han descendido seres extraterrestres, en un tiempo muy remoto. Prueba de ellos, dicen, son los inmensos huecos dejados por dichos objetos.
En la parte baja de Chapaca, por encima del camino real de «Herradura» hay una curva o túnel lo cual vendría ser los más grandes que existen en Chavín. Se dice, según los ancianos de ese lugar, que aquel túnel atravesaba el cerro, de este a oeste.
En la fecha se encuentra tapado gran parte de ello. En época de lluvia son utilizados por ganaderos para proteger a sus animales.

### Las habitaciones subterráneas de Aucará
Las habitaciones de Aucará se asemejan a casas modernas de ladrillo y techo de concreto, con la única diferencia que están hechos de piedra. Miden aproximadamente dos por tres metro de altura, mientras que algunas solo dos metros.
En su interior hay divisiones y piedras que sobresalen como colgadores.
Tiene ventanas sin salida y la puerta perfectamente construida.
Notamos tres tipos de construcción muy bien definidos. En la parte alta hay gran cantidad de habitaciones semidestruidas, los cuales están hechos de piedras y tierra; hacia unos quinientos metros más o menos, hacia abajo están las habitaciones subterráneas, que en número no pasan de diez y cerca de ellos se hallan los sarcófagos, los cuales en su mayoría los encontramos con la entrada abierta.

### Chontaní
Ubicado en la parte suroeste del distrito de Chavín siendo una de las cumbres más elevadas y denominada desde la antigüedad hasta la actualidad el corazón de la «cultura Chavín» (Chincha)

### Ruinas De Chontaní
Se ubica en las faldas del legendario cerro de «Chontaní» a más o menos de cinco kilómetros del pueblo de Chavín.
El nombre probablemente se deba a la planta de «Chonta» que crece solo en ese lugar.
El camino es hermoso con unos paisajes fabulosos, pudiendo ubicar distintos pueblos aledaños a Chavín después de un largo caminar llegamos al cerro «Chontaní». Estas ruinas se encuentran ubicados alrededor del cerro, en la cual se puede apreciar un hermoso conjunto de rocas en la cima del cerro.
Estas ruinas se encuentran a unos 4,000 a 5,000 m s. n. m., al subir a la cima se puede apreciar distintas ruinas como son:
- Yánac
- San Pedro
- Azángaro
- Chocos

También se puede notar claramente los nevados de Llongot (Yauyos). Otra cosa muy importante la cual se puede ver claramente a la península de Paracas, también puede ser apreciado son las Centinelas, de las cuales se dice pudo haber una comunicación estrecha.
Estas ruinas como son las de Chontaní, encierran mucha magia y esplendor, ya que podemos observar llamativas ruinas, e inmensos cerro que encantaría a cualquier visitante.

### Malcollca
Motivo de su nombre:
Llamada también Manco Wilca es otra de las cumbres de gran altura y que se encuentra delante del valle Chavín.
El nombre de «Mancollca» se podría decir que proviene del nombre de «Manco Willca» guerrero que vivió en este cerro, según hipótesis de unos arqueólogos.
Está ubicada en la parte noreste de Chavín la cual hace que esté frente a Chontaní.
Esto hace que Chavín cuente con dos observatorios, desde sus cumbres los «guardias» se podían observar cualquier acontecimiento y con la comunicación de los cerros se protegían a los moradores ante cualquier peligro. Es que desde estos cerros fueron visores para los valles de Chincha Pisco y Cañete.

### Campanario
Su nombre se le da a que tiene la forma de campana, se encuentra cerca de chontaní se dice que el que pase por este cerro sentirá síntomas de mareo debido a su poder mágico.

### Pabellón
Es una cumbre formado por rocas la cual es muy difícil llegar a la cima, además es muy escarpado, aparentemente se ve como un cerro de poca altura siendo el más respetado y temido por los visitantes de ayer y hoy. Debido a historias de desapariciones, efectos de salud e incluso la muerte, hace que el investigador Adolfo Peschiera Gonzáles la nombre «El cerro que come gente».
Este cerro se caracteriza por encantar animales, las que luego de un tiempo aparece en su falda, llegando a ser imposible alcanzarlo. Para los que pasan cerca de este cerro sufren los síntomas de la «veta» debido a los minerales radiactivos siendo el más abundante el uranio que se encuentra en esta cumbre.

## Autoridades

### Municipales
- 2023 - 2026[2]
  - Alcalde: Raul Victor, Vilcamiza Guerra, de Alianza Para el Progreso
  - Regidores:

  1. Maritza Delcy Cueva Manrique (Alianza Para el Progreso)
  2. Carlos Enrique Guerra Quispe (Alianza Para el Progreso)
  3. Marisol Rosalinda Rivera Quispe (Alianza Para el Progreso)
  4. Julián Leonardo Peve Vilcamiza (Alianza Para el Progreso)
  5. Victor Juan Gutiérrez Peve (Acción Popular)

Alcaldes anteriores
- 2019 - 2022: Richard Hendrich Solano De la Cruz, de Unidos por la Región.
- 2015 - 2018: Solano De La Cruz, partido Unión por el Perú
- 2011 - 2014:[3] Alfredo Florencio Peña Castillón, del Movimiento Frente Regional Progresista Iqueño (FRPI).
- 2010: Juan Peve Chuquispuma.
- 2007 - 2010: Oscar Javier Vilcamiza Manrique.

### Policiales
- Comisario:

## Festividades
- Corpus Christi.
- San Martín de Porres.